# Trebava
Trebava ili Trebavac je planinski masiv odnosno planina sjeveroistočnog dijela Bosne i Hercegovine. Nalazi se oko 110  sjeverno od Sarajeva i 85  istočno od Banje Luke, na dodiru dvije velike geografske cjeline: Dinarskih planina i Panonske nizije, i kao takva spada u malu grupu usamljenih planina sjevernog dijela BiH, pored Kozare, Prosare, Motajice, Vučijaka i Majevice. Pripada redu niskih planina, pošto ni jedan njen vrh ne prelazi 1000  nadmorske visine.

## Etimologija
Riječ trebava je staroslovenskog porijekla i označava „mnogobožačkog žrtvenika”. Još se u srpskom jeziku održala riječ trijebiti — „izdvajati” ili „čistiti”. Planina je dobila ime po slovenskim (mnogobožačkim) svetilištima na kojima su se vršili razni obredi.

## Geografija
Trebava se svrstava u red niskih planina. Njen najviši vrh je Vis (692 ), a od drugih viših vrhova najznačajniji su Spletena Lipa (644 ), Duga Njiva (629 ) i Becanj (566 ).
Geološku podlogu čine uglavnom serije sedimentnih stijena, i to paleogenski fliš. Na južnim padinama javljaju se sedimentni, karbonatni krečnjaci (permsko-mezozojsko-paleogene formacije). Javljaju se i bentoniti (nastali u naglim prirodnim izlivima kiselih lava), kvarcni pijeskovi (pliocensko-marinski sedimenti) i gline (Sprečanski tercijarni bazen).
Gornji slojevi tla su vrlo bogati mineralima koji uslovljavaju poljoprivrednu proizvodnju ali ne koncetrisani u rudna bogatstva. Sem nekih siromašnih žila rude željeza, keramičke gline i prisustva slanih voda ne može se navesti neka značajnija karakteristika. Na krajnjem jugu planine, visovima Lepar, Vjetrenka i naselju Drafnici, u srednjem vijeku je iskopavano i topljeno željezo, ali neisplatnost tog posla je zatvorila okna i pogasila peći do današnjeg dana.

### Klima
Trebava se nalazi između umjerene i subarktičke klimatske zone, odnosno u hemiborealu (Dfb). Srednja godišnja temperatura je 12 °C. Najtopliji mjesec je jul, sa prosječnom temperaturom od 22 °C; najhladniji je decembar, sa prosjekom od −2 °C. Prosječna godišnja količina padavina iznosi 1278 . Najkišniji mjesec je maj, sa srednjom precipitacijom od 235 ; najmanje padavina je u martu, i to 73 .

### Vode
Trebava obiluje brojnim vodotocima, od kojih su svi tipa brdskih potoka i većinom formiraju uske doline sa vijugavim riječnim koritima koja su tokom godine povremeno ispunjena vodom. Preko ljeta se nivo vode prilično smanji, ili čak potok potpuno presuši. Ovi potoci odvode nadzemne vode s Trebave prema rijekama Bosni i Savi. Jedan dio potoka otiče na južnoj strani Trebave u rijeku Spreču, a na istoku u Tinju. Ostale rijeke sa Trebave, koje se u donjim tokovima dosta razlikuju od potoka su: Lukavica rijeka, Ćetovilja, Tolisa i Sokoluša.
Nekе od Trebavskih lokacija čija imena vode porijeklo od različitih riječi za vodu: Riječanka, Babešnica, Rijeka, Velika rijeka i Mala rijeka, Zelinjska rijeka, Jasenička rijeka, Džakulska rijeka, Oteška rijeka, Vranjačka rijeka, Orahova, Međićka rijeka, Čivčijska rijeka, Markova rijeka, Brgula, Rajska i drugi.
Trebava takođe ima dosta podzemnih voda, koje se na dosta mjesta javljaju kao izdašni izvori, od kojih su mnogi kaptirani.

## Priroda

### Flora
Na Trebavi i u okolini rastu uglavnom listopadne šume.

## Istorija

### Preistorijsko doba
Od same pojave čovjeka na ovim prostorima, planina Trebava ne igra posebno značajnu ulogu u životu prvih preistorijskih ljudi. U doba preistorije, u starijem i mlađem kamenom dobu, ljudi su naseljavali najniže terase Trebave, odakle su nadgledali puteve, životinje koje su lovili, i sklanjali se od neprijatelja. Dok su veće nadmorske visine bile prekrivene šumom, u nizijama stanovništvo se bavilo zemljoradnjom. Tek na početku metalnog doba stočarstvo dobija prednost u odnosu na zemljoradnju. Krče se šume i pretvaraju u pašnjake. Tad je počelo i naseljavanje visija na Trebavi. Počelo je uzgajanje ovce i koze, zatim balkanske rase goveda buša. Na Trebavi su se ljudi bavili i zemljoradnjom, i najviše su se sijali ovas i pšenica. Na ove prostore doseljavalo se stanovništvo iz Evrope u više navrata. Oko 14. vijeka p. n. e., za vrijeme kretanja i seoba po čitavoj Evropi, doseljava se stanovništvo iz sjevernog dijela Panonske nizije. Zatim, oko 12. vijeka p. n. e., dolazi do drugog talasa doseljavanja. Krajem 4. vijeka p. n. e. ove prostore naseljavaju Kelti. Smatra se da su starosjedioci bili Iliri, čije je porijeklo danas sporno.

### Rimsko doba
Period rimske vladavine za Trebavu nije imao veliki značaj, jer su rimska naselja bila većinom u nizijama. Autohtono ilirsko stanovništvo porobljeno je posle bitke rimske vojske sa Ilirima koje je predvodila poslednja ilirska kraljica Teuta. Prema nekim navodima, bitka se odigrala baš u podnožju Trebave, sjeverno od današnjeg grada Modriča, blizu lokaliteta Čvorkuša. U doba rimske vladavine, ovi prostori su povezivani putevima, a Rimljani donose tekovine novih kultura.

### Stari Sloveni
Od kraja 4. vijeka nove ere počinju velike seobe naroda, kada Trebavu i njenu okolinu naseljavaju Stari Sloveni. U tom periodu počinje intenzivno razvijanje zemljoradnje i stočarstva, koje se održalo do danas, kao jedno od osnovnih zanimanja. U to doba i niču utvrđenja i svetilišta. Utvrđenja su Sloveni koristili za kontrolu puteva koji vode dolinom rijeke Bosne ili preko same Trebave. Tipična slovenska (mnogobožačka) svetilišta podizana su u čast slovenskih božanstava i na njima su se vršili obredi i prinosile žrtve. Uz te običaje vezuje se i samo ime Trebave. Na Trebavi i danas postoje ostaci nekih starih crkava (brdo Ćelija), koje su podizane na mjestu starih svetilišta. Postoje ostaci tvrđava (Gradina), a i starih naselja (Duga Njiva, Spletena Lipa). U dolinama trebavskih potoka brojni su ostaci slovenskih naselja, ali i iz mnogo ranijih perioda.

### Srednji vijek
Do dolaska Nemanjića na čelo srpske države, Trebava je pripadala Ugarskoj, ali po širenju srpske države ona ulazi u sastav Usorske župe kao posjed srpskih vladara. Usorska župa je nedugo posle izgubljena, zbog pritiska Mađara ali i nedovoljne zainteresovanosti srpskih vladara za prostorom na kojem su živjeli i bogumili. Mađari potpomognuti Papom i Franjevačkom crkvom razbijaju bogumile i nasilu ih pokrštavaju. U periodu turskih osvajanja Bosne, na Trebavi ostaje uglavnom pravoslavno stanovništvo, dok se pokatoličeni bogumili povlače sa Mađarima preko Save, a ostali bogumili koji nisu prihvatili katolicizam prihvataju islam zbog raznih privilegija u odnosu na pravoslavno stanovništvo te sličnosti sa svojom vjerom. U istom vijeku, u opustošenu Bosnu Turci dovode Vlahe, romanizovana ilirska plemena — stočare iz Stare Srbije ili Raške. U periodu do 18. vijeka dolazi do velikih migracija srpskog stanovništva iz Crne Gore, jugozapadne Srbije i Hercegovine u sjevernu i istočnu Bosnu. Ovo novo stanovništvo potiskuje poislamljene Vlahe i ponovo naseljava planine Ozren i Trebavu. Ove migracije se nastavljaju do sredine 19. vijeka. Period turske vladavine bio je obilježen ugnjetavanjem i tlačenjem pravoslavnog naroda na Trebavi. Za vrijeme turskog sultana Selima III, Osmansko carstvo je zapalo u krizu, te je čestim pobunama feudalaca postalo nestabilno. Njihova samovolja i pobune najviše su se odražavale na ionako napaćeni narod. Uslijedile su bune, a jedna od buna u ovim krajevima podignita je upravo na Trebavi, pod vođstvom popa Hadži Petka Jagodića. Bitka se odigrala na Dugoj Njivi, 12. i 13. septembra 1858. godine. Ustanika je bilo oko 1700 i bili su iz trebavskih sela. Bajraktar im je bio Marjan Đerić. Kada im je nestalo municije i kada je brojnijim Turcima stiglo pojačanje, ustanici su se povukli. Pošto su se bojali osvete mnogi su se preselili u Slavoniju i Srbiju. Hadži Petko Jagodić je sa grupom ustanika uspio da pobjegne u Austriju. Nakon ustanka uslijedila je osveta Turaka u kojoj su turske bande spalile 200 hrišćanskih kuća i pobile 600 ljudi. 2000 hrišćana pobjeglo je u Austriju, a 230 okovano i odvedeno u Sarajevo.

### Trebavska buna
Trebavska buna, poznata i kao Protina ili Posavska buna, je bila buna iz 1858. godine uperena protiv begova radi uspostavljanja trećine i drugih tereta koje su na kmetove begovi navaljivali. Zbog loših ishoda pregovora i neodržanih obećanja od strane begova, trebavska sela zajedno sa posavskim počeše organizovati bunu. Iz ovog kraja u buni su učestvovala ova sela: Osječani Gornji i Osječani Donji, Čivčije, Paležnica Gornja, Paležnica Donja, Kožuhe, Koprivna, Tolisa, Vranjak i Zelinja. Vođe bune za ova sela su bili: protojerej Pavle Trifunović iz Osječana i hadži-pop Petko Jagodić iz Vranjaka. Glavna bitka je vođena dva dana na Dugoj Njivi, na Trebavi. Zabarikadirane ustanike (oko 3.000), iz pravca Gračanice napala je turska pješadija i konjica (oko 5.000 vojnika) 28. septembra 1858. U noći dugog dana bitke 29. septembra 1858. ustanici se povukoše s položaja zbog manjka municije. Zatim je nastala osveta i hajka na vođe ustanka po selima 1. oktobra 1858. godine.

### Prvi i Drugi svjetski rat
Period austrougarske vladavine, koja je počela okupacijom 1878. godine, nije toliko uticao na Trebavu i njena sela koliko na okolinu, u smislu uvođenja reformi na dotadašnji turski sistem. Austrougarska je eksploatisala resurse čitave Bosne i Hercegovine, pa i ovih krajeva. U prvom svjetskom ratu mobilisani stanovnici Trebavi su upućeni na Kajmakčalan i Solunski front. Preživjeli su se po završetku rata vratili svojim kućama. Do Drugog svjetskog rata Trebava i njena sela su bili u periodu najintenzivnijeg privrednog razvoja, da bi sve stalo u Drugom svjetskom ratu. Za vrijeme Drugog svjetskog rata, planina Trebava bila je uporište i sklonište četničkih odreda. Za to vrijeme sukoba i razaranja, Trebava je dosta osiromašena, i materijalno i u pogledu stanovništva.

## Stanovništvo
Okolina Trebave je relativno gusto naseljena, sa oko 93 stanovnika po kvadratnom kilometru.

## Galerija
- Park prirode Duga Njiva

## Spoljašnje veze
- Trebavsko selo Vranjak
- Gračanički glasnik
- Podaci o Modriči